# 飯田茂実
飯田 茂実（いいだ しげみ、男性、1967年10月3日-  ）は日本のダンサー、演出家、小説家である。
しゅわさかさんの第一人者でもある。

## 概略
長野県諏訪市生まれ。長野県諏訪清陵高等学校を経て、1992年3月、大学三年で京都大学文学部を中退後、大野一雄舞踏研究所へ入所。11月に『大野一雄舞踏公演／小栗判官照手姫』（大垣市文化会館大ホール）にダンサーとして出演。以後、1995年まで約50公演で出演するとともに、製作・衣装・音響等も担当する。この間、1994年には『飯田茂実詩集』『老子のダンス』を自費出版している。
1995年7月、研究所を退所。横浜市から京都市へ戻り、ダンスだけではなく、作曲、バンド活動等を並行して行う。1996年からは、京都を拠点として活動するコンテンポラリーダンスグループ「モノクロームサーカス」にも参加し、1998年9-10月には、出張パフォーマンス「収穫祭」をパリなど16箇所で公演した。
1998年8月には、短文の1行物語を333編集めた小説『世界は蜜でみたされる』を水声社より出版しており、2011年1月に『一文物語集』としてe本の本より改訂版が出ている。同作は北村薫や穂村弘に高く評価されており、北村薫・宮部みゆき編のアンソロジー『とっておき名短篇』にも引用されている。
尼崎市が主催し、現代演劇の戯曲を募集する近松門左衛門賞では第1回（2001年）に「あなたのもとめるものすべて」が最終選考に、第2回（2003年）も最終選考に残った。
モノクロームサーカスを離れた後も、京都を拠点として活動。創作舞踊、振付、演出、ダンス、作曲、小説など、様々なジャンルに携わるマルチ・アーティストとして、国内外を問わず活動しているまた、伝統的な心身技術のワークショップを行っており、2010年にはイスタンブールで「Shaman術国際協会」（Shaman-Art International Association）を創設した。

## 著書
- 『世界は蜜でみたされる―一行物語集』（水声社、1998年8月） ISBN 978-4891763688
- 『ダンスの原典』（e本の本、2008年7月） ISBN 978-4904819005
- 『一文物語集』（e本の本、2011年1月） ISBN 978-4904819012
  - 『世界は蜜でみたされる―一行物語集』の改訂版